# Klaus Buchner

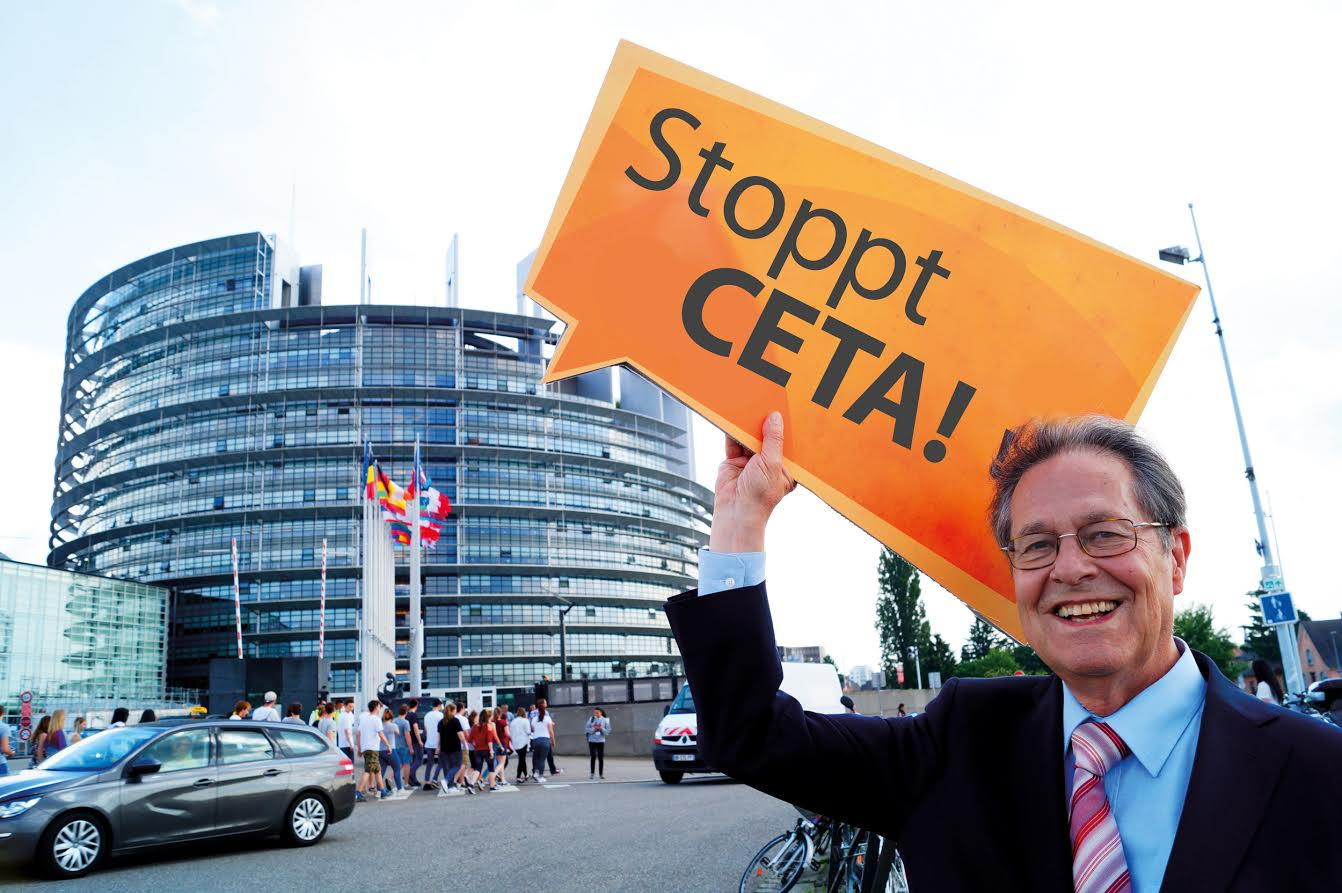
Klaus Buchner (2017)

Klaus Buchner (* 6. Februar 1941 in München) ist ein deutscher Physiker, Universitätsprofessor und Politiker (ÖDP). Von 2003 bis 2010 war er Bundesvorsitzender seiner Partei. Bei der Europawahl 2014 kandidierte Buchner als Spitzenkandidat der ÖDP und wurde zum Mitglied des Europäischen Parlaments gewählt. Bei der Europawahl 2019 wurde er wiedergewählt und gab sein Mandat nach Ankündigung am 17. Juni 2020 zum 15. Juli 2020 an Manuela Ripa ab.

## Familie
Klaus Buchner ist der Sohn des Zoologen Hans Buchner und dessen Frau Edeltraud (geb. Hartmann) Buchner. Er ist mit Rosemarie Buchner (geb. Schmidt-Pauly) verheiratet, katholisch und hat vier Kinder, einen Sohn und drei Töchter, von denen eines adoptiert ist.

## Beruflicher Werdegang
Buchner absolvierte 1960 in München das Abitur. Anschließend studierte er zunächst an der Ludwig-Maximilians-Universität (1960–1963) und an der Technischen Hochschule München (1963–1964) Physik. Danach setzte er seine Studien der Theoretischen Physik in Edinburgh fort, wo er sein Diplom absolvierte. Zwischen 1965 und 1970 arbeitete er am Max-Planck-Institut für Physik und Astrophysik in München, dessen Direktor damals Werner Heisenberg war. 1970 promovierte er mit einer Arbeit in der Experimentalphysik.
Nach Forschungsaufenthalten an der staatlichen Universität Kyōto (1971–1972), an der Universität Chandigarh (1972) und am europäischen Forschungszentrum CERN in Genf arbeitete er von 1973 bis zu seiner Pensionierung im Jahr 2006 als Dozent und Professor an der Fakultät für Mathematik der Technischen Universität München.
Seine Forschungsinteressen liegen in der Allgemeinen Relativitätstheorie und der Differentialgeometrie.
Seit 1979 ist Klaus Buchner korrespondierendes Mitglied der wissenschaftlichen Akademie Academia Peloritana dei Pericolani in Messina.
Er verfasste nach eigener Angabe ca. 60 wissenschaftliche Arbeiten. Noch vor der Wende gelang es ihm, intensive Kontakte mit Polen und Rumänien aufzubauen. Im Jahr 1992 erhielt er die Goldene Verdienstmedaille der Universität Breslau.

## Politische Karriere

### Anfänge (1983–2003)
1983 trat er der ÖDP bei. Zum Zeitpunkt des Parteieintritts war er noch Befürworter der Kernenergie und hoffte, „die Partei würde ihn aushalten“. Zwischenzeitlich, etwa 1985, wandte er sich jedoch von der Kernenergie ab. Bereits vor seinem Parteieintritt unterstützte er seit vielen Jahren verschiedene Bürgerinitiativen. Ein Schwerpunkt seiner politischen Arbeit ist die Förderung des Mittelstands als „Motor“ zur Schaffung neuer Arbeitsplätze.
Ab 1990 war er Vorsitzender des Ökologischen Rats der ÖDP. Von 2000 bis 2003 war Buchner erster stellvertretender Bundesvorsitzender seiner Partei.

### ÖDP-Bundesvorsitzender (2003–2010)
2003 wurde Buchner Bundesvorsitzender der ÖDP. Er setzte sich auf dem Bundesparteitag am 8. und 9. März 2003 in Coburg in einer Kampfabstimmung mit 120:68 Stimmen gegen seinen Vorgänger Uwe Dolata durch. Während Dolata für eine Konzentration der Parteiarbeit auf Bayern war, vertrat Buchner einen bundesweiten Anspruch der ÖDP. 2004, 2006 und 2008 wurde Buchner in seinem Amt als Bundesvorsitzender jeweils bestätigt. Ab Februar 2010 war er damit der am längsten Amtierende in der Geschichte der Partei.
Bei der Landtagswahl in Sachsen-Anhalt am 26. März 2006 war er Spitzenkandidat der Listenverbindung „Gerechtigkeit, Umwelt, Tierschutz (GUT)“, die neben der ÖDP aus der Tierschutzpartei, den GRAUEN und aus Bürgerinitiativen bestand. Das Bündnis erzielte 0,8 % der Stimmen.
Im Juni 2008 reichte Buchner zusammen mit Hermann Striedl, einem Beisitzer im Bundesvorstand der Partei, vor dem Bundesverfassungsgericht Klage gegen den EU-Reformvertrag ein. Die beiden Funktionäre taten dies stellvertretend für die ÖDP, da diese als Partei nicht klageberechtigt ist. Laut Buchner „widerspricht [der Vertrag] in vielen Aspekten unserem deutschen Grundgesetz. […] Beispielsweise wird die Tötung von Menschen bei einem Aufruhr gerechtfertigt.“
Auf dem Bundesparteitag der ÖDP im November 2010, der in Regensburg stattfand, trat Buchner aus Altersgründen bei der Neuwahl des Bundesvorstands nicht an. Zu seinem Nachfolger wurde Sebastian Frankenberger gewählt, der ein Jahr zuvor das Volksbegehren „Für echten Nichtraucherschutz!“ initiiert hatte. Buchner möchte eigenen Angaben zufolge künftig hauptsächlich „inhaltlich und programmatisch arbeiten“.

### Mitglied des Europäischen Parlaments (2014–2020)
Als ÖDP-Spitzenkandidat bei der Europawahl 2014 wurde Buchner in das Europaparlament gewählt. Er trat dort der Fraktion Die Grünen/Europäische Freie Allianz bei.
In der achten Legislatur (2014–2019) war er Mitglied des Ausschusses für auswärtige Angelegenheiten, Menschenrechte, Gemeinsame Sicherheit und Verteidigungspolitik (AFET), des Unterausschusses Menschenrechte (DROI), des Unterausschusses für Sicherheit und Verteidigung (SEDE) und Teil der Delegation für die Beziehungen zu Iran. Außerdem ist er Stellvertreter im Ausschuss für internationalen Handel (INTA). Am 17. Januar 2018 erreichte er als Chefberichterstatter für Dual-Use-Güter im Plenum des Europaparlaments eine Zustimmung von über 90 %. Es soll sichergestellt werden, dass der Export von Dual-Use-Gütern strenger reglementiert wird, um so eine militärische Nutzung dieser Güter in Diktaturen zu vermeiden.
Für die Europawahl 2019 nominierte die ÖDP Buchner erneut auf Listenplatz 1. Er gewann erneut das Mandat und blieb, wie zuvor, in der Fraktion Die Grünen/EFA. In der neunten Legislatur war Buchner Mitglied im Ausschuss für Industrie, Forschung und Energie sowie im Unterausschuss für Sicherheit und Verteidigung. Des Weiteren war er stellvertretendes Mitglied im Ausschuss für internationalen Handel und im Ausschuss für Umweltfragen, öffentliche Gesundheit und Lebensmittelsicherheit. Er gab am 15. Juli 2020 sein Mandat an Manuela Ripa ab.

### Positionen
Buchner ist der Ansicht, dass Mobilfunkstrahlen der Gesundheit schaden. Er hält die Ausstattung von Schulen mit W-Lan für „ein Verbrechen“.

## Veröffentlichungen (Auswahl)
- Unser Land unterm Hammer: Wer regiert uns wirklich? 2012, ISBN 978-3-95529-015-3.
- Diktatur der Märkte: Aufbruch in die sozio-ökologische Wende. 2018, ISBN 978-3-8288-4161-1.